# Neuroteologie
Neuroteologie, také známa jako duchovní/spiritualní neurověda, je podobor neurovědy, který se pokouší vysvětlit náboženskou zkušenost a chování v neurovědeckého hlediska. Jedná se o studium korelace neuronových jevů se subjektivními zkušenosti spirituality a hypotézy k vysvětlení těchto jevů. Zastánci neuroteologie tvrdí, že neurologický a evoluční základ subjektivních zkušeností je tradičně člení na duchovní nebo náboženské. Tato myšlenka tvořila základ několika populárně-vědeckých knih, které byly kritizovány z pohledu psychologie.